# Médaille Fritz Walter

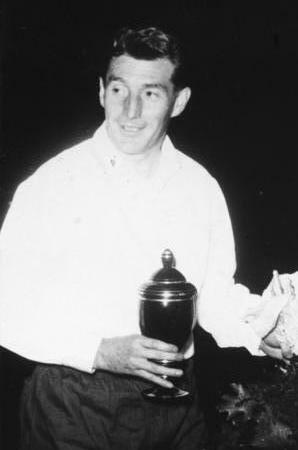
Fritz Walter, en 1956

La Médaille Fritz Walter est décernée annuellement aux meilleurs jeunes footballeurs allemands depuis 2005. La distinction est remise par la Fédération allemande de football (DFB). Les joueurs masculins sont distingués dans les catégories moins de 17 ans, moins de 18 ans et moins de 19 ans. Une médaille est également décernée à la meilleure joueuse dans la catégorie junior.
Le trophée est nommé en l'honneur du joueur Fritz Walter, vainqueur de la Coupe du monde de football de 1954 avec l'équipe d'Allemagne et décédé en 2002.

## Palmarès

### 2005
| Médaille | Masculin (-19 ans)                        | Masculin (-18 ans)                    | Masculin (-17 ans)                   | Féminin (junior)                            |
| -------- | ----------------------------------------- | ------------------------------------- | ------------------------------------ | ------------------------------------------- |
| Or       | Florian Müller (Bayern Munich)            | Marc-André Kruska (Borussia Dortmund) | Sergej Evljuskin (VfL Wolfsburg)     | Anja Mittag (1. FFC Turbine Potsdam)        |
| Argent   | Manuel Neuer (FC Schalke 04)              | Sören Halfar (Hanovre 96)             | Daniel Halfar (1. FC Kaiserslautern) | Patricia Hanebeck (FCR 2001 Duisbourg)      |
| Bronze   | Eugen Polanski (Borussia Mönchengladbach) | Kevin-Prince Boateng (Hertha BSC)     | Sebastian Tyrała (Borussia Dortmund) | Célia Okoyino da Mbabi (SC 07 Bad Neuenahr) |

### 2006
| Médaille | Masculin (-19 ans)                        | Masculin (-18 ans)                   | Masculin (-17 ans)                     | Féminin (junior)                    |
| -------- | ----------------------------------------- | ------------------------------------ | -------------------------------------- | ----------------------------------- |
| Or       | Kevin-Prince Boateng (Hertha BSC)         | Sergej Evljuskin (VfL Wolfsbourg)    | Lars Bender (TSV 1860 Munich)          | Anna Blässe (FF USV Iéna)           |
| Argent   | Robert Fleßers (Borussia Mönchengladbach) | Alexander Eberlein (TSV 1860 Munich) | Marko Marin (Borussia Mönchengladbach) | Nadine Keßler (1. FC Sarrebruck)    |
| Bronze   | Daniel Adlung (SpVgg Greuther Fürth)      | José-Alex Ikeng (VfB Stuttgart)      | Sven Bender (TSV 1860 Munich)          | Stefanie Draws (FFV Neubrandenburg) |

### 2007
| Médaille | Masculin (-19 ans)               | Masculin (-18 ans)                     | Masculin (-17 ans)               | Féminin (junior)                        |
| -------- | -------------------------------- | -------------------------------------- | -------------------------------- | --------------------------------------- |
| Or       | Benedikt Höwedes (FC Schalke 04) | Marko Marin (Borussia Mönchengladbach) | Patrick Funk (VfB Stuttgart)     | Babett Peter (1. FFC Turbine Potsdam)   |
| Argent   | Manuel Konrad (SC Fribourg)      | Eric-Maxim Choupo-Moting (Hambourg SV) | Konstantin Rausch (Hanovre 96)   | Katharina Baunach (Bayern Munich)       |
| Bronze   | Jérôme Boateng (Hambourg SV)     | Stefan Reinartz (Bayer 04 Leverkusen)  | Nils Teixeira (Bayer Leverkusen) | Bianca Schmidt (1. FFC Turbine Potsdam) |

### 2008
| Médaille | Masculin (-19 ans)                  | Masculin (-18 ans)                     | Masculin (-17 ans)                   | Féminin (junior)              |
| -------- | ----------------------------------- | -------------------------------------- | ------------------------------------ | ----------------------------- |
| Or       | Dennis Diekmeier (Werder Brême)     | Toni Kroos (Bayern Munich)             | Manuel Gulde (TSG 1899 Hoffenheim)   | Jana Burmeister (FF USV Iéna) |
| Argent   | Florian Jungwirth (TSV 1860 Munich) | Sebastian Rudy (VfB Stuttgart)         | Lennart Hartmann (Hertha BSC)        | Kim Kulig (VfL Sindelfingen)  |
| Bronze   | Marcel Risse (Bayer Leverkusen)     | Richard Sukuta-Pasu (Bayer Leverkusen) | Shervin Radjabali-Fardi (Hertha BSC) | Valeria Kleiner (SC Fribourg) |

### 2009
| Médaille | Masculin (-19 ans)                 | Masculin (-18 ans)                     | Masculin (-17 ans)                               | Féminin (junior)                      |
| -------- | ---------------------------------- | -------------------------------------- | ------------------------------------------------ | ------------------------------------- |
| Or       | Lewis Holtby (FC Schalke 04)       | Marco Terrazzino (TSG 1899 Hoffenheim) | Mario Götze (Borussia Dortmund)                  | Marina Hegering (FCR 2001 Duisbourg)  |
| Argent   | Konstantin Rausch (Hanovre 96)     | Sören Bertram (Hambourg SV)            | Reinhold Yabo (1. FC Cologne)                    | Alexandra Popp (FCR 2001 Duisbourg)   |
| Bronze   | André Schürrle (1. FSV Mayence 05) | Felix Kroos (FC Hansa Rostock)         | Marc-André ter Stegen (Borussia Mönchengladbach) | Dzsenifer Marozsán (1. FFC Francfort) |

### 2010
| Médaille | Masculin (-19 ans)                   | Masculin (-18 ans)                  | Masculin (-17 ans)             | Féminin (junior)                         |
| -------- | ------------------------------------ | ----------------------------------- | ------------------------------ | ---------------------------------------- |
| Or       | Peniel Mlapa (TSV 1860 Munich)       | Mario Götze (Borussia Dortmund)     | Timo Horn (1. FC Cologne)      | Svenja Huth (1. FFC Francfort)           |
| Argent   | Stefan Bell (1. FSV Mayence 05)      | Reinhold Yabo (1. FC Cologne)       | André Hoffmann (MSV Duisbourg) | Ramona Petzelberger (SC 07 Bad Neuenahr) |
| Bronze   | Shervin Radjabali-Fardi (Hertha BSC) | Matthias Zimmermann (Karlsruher SC) | Kolja Pusch (Bayer Leverkusen) | Kyra Malinowski (SG Essen-Schönebeck)    |

### 2011
| Médaille | Masculin (-19 ans)                               | Masculin (-18 ans)                 | Masculin (-17 ans)                   | Féminin (junior)                   |
| -------- | ------------------------------------------------ | ---------------------------------- | ------------------------------------ | ---------------------------------- |
| Or       | Marc-André ter Stegen (Borussia Mönchengladbach) | Julian Draxler (FC Schalke 04)     | Emre Can (Bayern Munich)             | Johanna Elsig (Bayer Leverkusen)   |
| Argent   | Matthias Zimmermann (Karlsruher SC)              | Sonny Kittel (Eintracht Francfort) | Robin Yalçın (VfB Stuttgart)         | Luisa Wensing (FCR 2001 Duisbourg) |
| Bronze   | Kevin Volland (TSV 1860 Munich)                  | Markus Mendler (1. FC Nuremberg)   | Odisseas Vlachodimos (VfB Stuttgart) | Melanie Leupolz (SC Fribourg)      |

### 2012
| Médaille | Masculin (-19 ans)                 | Masculin (-18 ans)              | Masculin (-17 ans)             | Féminin (junior)                 |
| -------- | ---------------------------------- | ------------------------------- | ------------------------------ | -------------------------------- |
| Or       | Antonio Rüdiger (VfB Stuttgart)    | Matthias Ginter (SC Fribourg)   | Leon Goretzka (VfL Bochum)     | Lena Lotzen (Bayern Munich)      |
| Argent   | André Hoffmann (MSV Duisbourg)     | Thomas Pledl (TSV 1860 Munich)  | Max Meyer (FC Schalke 04)      | Lina Magull (FSV Gütersloh 2009) |
| Bronze   | Patrick Rakovsky (1. FC Nuremberg) | Dominik Kohr (Bayer Leverkusen) | Pascal Itter (1. FC Nuremberg) | Sara Däbritz (SC Fribourg)       |

### 2013
| Médaille | Masculin (-19 ans)               | Masculin (-18 ans)                   | Masculin (-17 ans)             | Féminin (junior)                |
| -------- | -------------------------------- | ------------------------------------ | ------------------------------ | ------------------------------- |
| Or       | Matthias Ginter (SC Fribourg)    | Kevin Akpoguma (TSG 1899 Hoffenheim) | Timo Werner (VfB Stuttgart)    | Melanie Leupolz (SC Fribourg)   |
| Argent   | Yannick Gerhardt (1. FC Cologne) | Joshua Kimmich (RB Leipzig)          | Julian Brandt (VfL Wolfsbourg) | Sara Däbritz (SC Fribourg)      |
| Bronze   | Dominik Kohr (Bayer Leverkusen)  | Anthony Syhre (Hertha BSC)           | Donis Avdijaj (FC Schalke 04)  | Franziska Jaser (Bayern Munich) |

### 2014
| Médaille | Masculin (-19 ans)             | Masculin (-18 ans)                   | Masculin (-17 ans)              | Féminin (junior)                        |
| -------- | ------------------------------ | ------------------------------------ | ------------------------------- | --------------------------------------- |
| Or       | Niklas Stark (1. FC Nuremberg) | Julian Brandt (Bayer 04 Leverkusen)  | Benedikt Gimber (SV Sandhausen) | Sara Däbritz (SC Fribourg)              |
| Argent   | Max Meyer (Schalke 04)         | Levin Öztunali (Bayer 04 Leverkusen) | Damir Bektić (Hertha BSC)       | Pauline Bremer (1. FFC Turbine Potsdam) |
| Bronze   | Joshua Kimmich (RB Leipzig)    | Jonas Föhrenbach (SC Fribourg)       | Timo Königsmann (Hanovre 96)    | Jasmin Sehan (VfL Wolfsbourg)           |

### 2015
| Médaille | Masculin (-19 ans)                | Masculin (-17 ans)                 | Féminin (junior)                        |
| -------- | --------------------------------- | ---------------------------------- | --------------------------------------- |
| Or       | Jonathan Tah (Fortuna Düsseldorf) | Felix Passlack (Borussia Dortmund) | Pauline Bremer (1. FFC Turbine Potsdam) |
| Argent   | Timo Werner (VfB Stuttgart)       | Niklas Dorsch (Bayern Munich)      | Nina Ehegötz (FSV Gütersloh 2009)       |
| Bronze   | Lukas Klostermann (RB Leipzig)    | Constantin Frommann (SC Fribourg)  | Laura Freigang (TSV Schott Mainz)       |

### 2016
| Médaille | Masculin (-19 ans)                         | Masculin (-17 ans)               | Féminin (junior)                  |
| -------- | ------------------------------------------ | -------------------------------- | --------------------------------- |
| Or       | Benjamin Henrichs (Bayer Leverkusen)       | Gian-Luca Itter (VfL Wolfsbourg) | Nina Ehegötz (1. FC Cologne)      |
| Argent   | Philipp Ochs (TSG 1899 Hoffenheim)         | Kai Havertz (Bayer Leverkusen)   | Anna Gerhardt (1. FC Cologne)     |
| Bronze   | Maximilian Mittelstädt (Hertha BSC Berlin) | Arne Maier (Hertha BSC Berlin)   | Tanja Pawollek (TSV Schott Mainz) |

### 2017
| Médaille | Masculin (-19 ans)                 | Masculin (-17 ans)             | Féminin (junior)                     |
| -------- | ---------------------------------- | ------------------------------ | ------------------------------------ |
| Or       | Salih Özcan (1. FC Cologne)        | Jann-Fiete Arp (Hambourg SV)   | Jana Feldkamp (SG Essen)             |
| Argent   | Aymen Barkok (Eintracht Francfort) | Manuel Mbom (Werder Brême)     | Janina Minge (SC Fribourg)           |
| Bronze   | Gökhan Gül (Fortuna Düsseldorf)    | Lars Lukas Mai (Bayern Munich) | Sophia Kleinherne (1. FFC Francfort) |

### 2018
| Médaille | Masculin (-19 ans)               | Masculin (-17 ans)                   | Féminin (junior)                     |
| -------- | -------------------------------- | ------------------------------------ | ------------------------------------ |
| Or       | Kai Havertz (Bayer Leverkusen)   | Noah Katterbach (1. FC Cologne)      | Tanja Pawollek (1. FFC Francfort)    |
| Argent   | Arne Maier (Hertha BSC)          | Oliver Batista Meier (Bayern Munich) | Sophia Kleinherne (1. FFC Francfort) |
| Bronze   | Manuel Wintzheimer (Hambourg SV) | Luca Unbehaun (Borussia Dortmund)    | Lena Oberdorf (SGS Essen)            |

### 2019
| Médaille | Masculin (-19 ans)                 | Masculin (-17 ans)              | Féminin (junior)           |
| -------- | ---------------------------------- | ------------------------------- | -------------------------- |
| Or       | Nicolas Kühn (Ajax Amsterdam)      | Karim Adeyemi (FC Liefering)    | Klara Bühl (SC Fribourg)   |
| Argent   | Josha Vagnoman (Hambourg SV)       | Louis Beyer (VfB Stuttgart)     | Lena Oberdorf (SGS Essen)  |
| Bronze   | Yann Aurel Bisseck (Holstein Kiel) | Lazar Samardzic (Hertha Berlin) | Gia Corley (Bayern Munich) |

### 2020
| Médaille | Masculin (-19 ans)              | Masculin (-17 ans)                  | Féminin (junior)            |
| -------- | ------------------------------- | ----------------------------------- | --------------------------- |
| Or       | Noah Katterbach (1. FC Cologne) | Florian Wirtz (Bayer 04 Leverkusen) | Lena Oberdorf (SGS Essen)   |
| Argent   | Kevin Ehlers (SG Dynamo Dresde) | Torben Rhein (Bayern Munich)        | Gia Corley (Bayern Munich)  |
| Bronze   | Frederik Jäkel (KV Ostende)     | Luca Netz (Hertha Berlin)           | Carlotta Wamser (SGS Essen) |

### Depuis 2021
En raison de la pandémie de Covid-19, les médailles sont données en même temps que la cérémonie de 2022, à partir de 2021 les U17 féminines sont également récompensées.
Les médailles d'or :
| Année | Masculin U19      | Masculin U17      | Féminine U19   | Féminine U17   |
| ----- | ----------------- | ----------------- | -------------- | -------------- |
| 2021  | Karim Adeyemi     | Youssoufa Moukoko | Jule Brand     | Clara Fröhlich |
| 2022  | Florian Wirtz     | Nelson Weiper     | Lisanne Gräwe  | Jella Veit     |
| 2023  | Youssoufa Moukoko | Paris Brunner     | Franziska Kett | Alara Şehitler |
| 2024  | Tom Bischof       | Francis Onyeka    | Loreen Bender  | Merle Hokamp   |